# Proszę słonia (serial animowany)
Proszę słonia – polski serial animowany nakręcony w Studiu Miniatur Filmowych w Warszawie w 1968 roku oraz pełnometrażowy film animowany dla dzieci nakręcony w 1978 roku (premiera - kwiecień 1979) w reżyserii Witolda Giersza na podstawie książki Ludwika Jerzego Kerna o tym samym tytule.

## Obsada
- Ludwik Benoit – słoń Dominik
- Danuta Przesmycka – Pinio chłopczyk
- Irena Kwiatkowska – Mama
- Wiesław Michnikowski – Tata
- Krystyna Sienkiewicz
- Jerzy Bielenia
- Mieczysław Czechowicz
- Edward Dziewoński
- Wojciech Duryasz
- Bronisław Pawlik
- Kazimierz Wichniarz

## Spis odcinków
1. Witaminki
2. Pierwsze kroki
3. Wycieczka za  miasto
4. Kość słoniowa
5. Przeprowadzka Dominika
6. Znajomi w ZOO
7. Powrót Dominika